# Castianeira phaeochroa
Castianeira phaeochroa là một loài nhện trong họ Corinnidae.
Loài này thuộc chi Castianeira. Castianeira phaeochroa được Eugène Simon miêu tả năm 1910.